# Джамелия
Джаме́лия (англ. Jamelia Niela Davis; род. 11 января 1981, Хэндсворт) — британская певица ямайского происхождения , автор песен, модель, актриса, телеведущая . Наиболее известна своим творчеством в жанре R&B. Джамелия выпустила три студийных альбома, каждый из которых вошёл в топ-40 Великобритании, восемь синглов из них достигли десятки лучших в Великобритании. Кроме того, Джамелия получила четыре MOBO Awards, премию Q Awards и девять номинаций в BRIT Awards. Джамелия является одной из самых успешных чернокожих женщин в британском шоу-бизнесе.
Её профессиональная музыкальная карьера началась в 1999 году, когда она выпустила свой дебютный сингл «So High», а затем более успешный сингл «I Do». Затем в июне 2000 года Джамелия выпустила дебютный полноформатный студийный альбом Drama. После этого у Джамелии появились другие успешные синглы, включая «Superstar» и «Thank You», которые достигли третьего и второго мест в британском чарте соответственно, «Superstar» достиг первой строчки в чарте Австралии и стал там платиновым. В дальнейшем она выпустила ещё два студийных альбома Thank You (2003) и Walk with Me (2006), после чего она рассталась с Parlophone после спора с руководителями при работе над выпуском «No More».

## Личная жизнь
У Джамелии 18 марта 2001 года родился ребёнок Тейя в результате её отношений с музыкальным менеджером Терри Валленом. 21 октября 2005 года Джамелия родила от Даррена Байфилда дочь Тайани. В октябре 2007 года они объявили о своей помолвке. 15 июня 2008 года было сообщено, что пара поженилась накануне в Западном Суссексе. 3 ноября 2009 года было объявлено, что супруги подали на развод.

## Дискография
Студийные альбомы
- Drama (2000)
- Thank You (2003)
- Walk with Me (2006)
- Rebel (2012)[7]

Сборные альбомы
- Superstar — The Hits (2007)
- Jamelia — The Collection (2009)

DVD-релизы
- Thank You — Live (2004)
- DJ (2004)
- Something about You (2006)
- Beware of the Dog (2006)